# Virundo (distrito)
O Distrito peruano de Virundo é um dos catorze distritos que formam a Província de Grau, situada no Apurímac, pertencente a Região Apurímac, Peru.

## Transporte
O distrito de Virundo não é servido pelo sistema de estradas terrestres do Peru.